# Иасион
Иасион или Ясион, Иасий (др.-греч. Ἰασίων) — в греческой мифологии сын Зевса и плеяды Электры (или Электрионы), (по другому варианту, сын Корифа из Италии), брат Дардана и возлюбленный Деметры. У Гесиода его имя пишется Ээтион, однако в другом месте Иасион.
Мифы о нём связывают с Самофракией или Критом. Возлюбленный Деметры, с ним она разделила ложе на трижды вспаханном поле на Крите, и за это Зевс поразил его молнией. Троекратное вспахивание поля упоминалось в элевсинском гимне. Деметра, скорбящая о смерти Иасиона, отказалась давать урожай. Тогда боги позволили Иасиону ежегодно покидать Аид и возвращаться к Деметре на землю, что символизирует смену времён года.
Установил самофракийские мистерии. По другим источникам, ему Зевс вверил обряд мистерий. Деметра полюбила его и подарила урожай пшеницы. Затем Иасион женился на Кибеле и стал отцом Корибанта. По другому варианту, он влюбился в Деметру и хотел обесчестить её, но был убит перуном на острове. По версии Гигина, его погубила его упряжка. Либо он был убит братом Дарданом.
По одному из мифов, Иасион и его брат родились на Крите и оттуда переселились на остров Самофракия. Там Зевс посвятил их в мистерии Деметры. Зевс повелел им распространять Самофракийские мистерии по всей земле, и поэтому братья много странствовали.
Другой вариант мифа: Иасион был братом Гармонии, жены Кадма. На их свадьбе он встретился с Деметрой.
По Вергилию, Иасий — предок троянцев, рождённый в Италии, как и Дардан.
Согласно Петелиду с Крита, у Иасиона и Деметры родились Филомел и Плутос. Плутос (бог богатства и изобилия) — олицетворение плодородия земли. От Деметры Иасион получил в дар зёрна пшеницы и научил людей земледелию.
Действующее лицо пьесы Антифрона «Иасион». В науке Нового времени считается древним критским божеством земледелия.